# 聖瑪利亞大教堂 (鳳凰城)

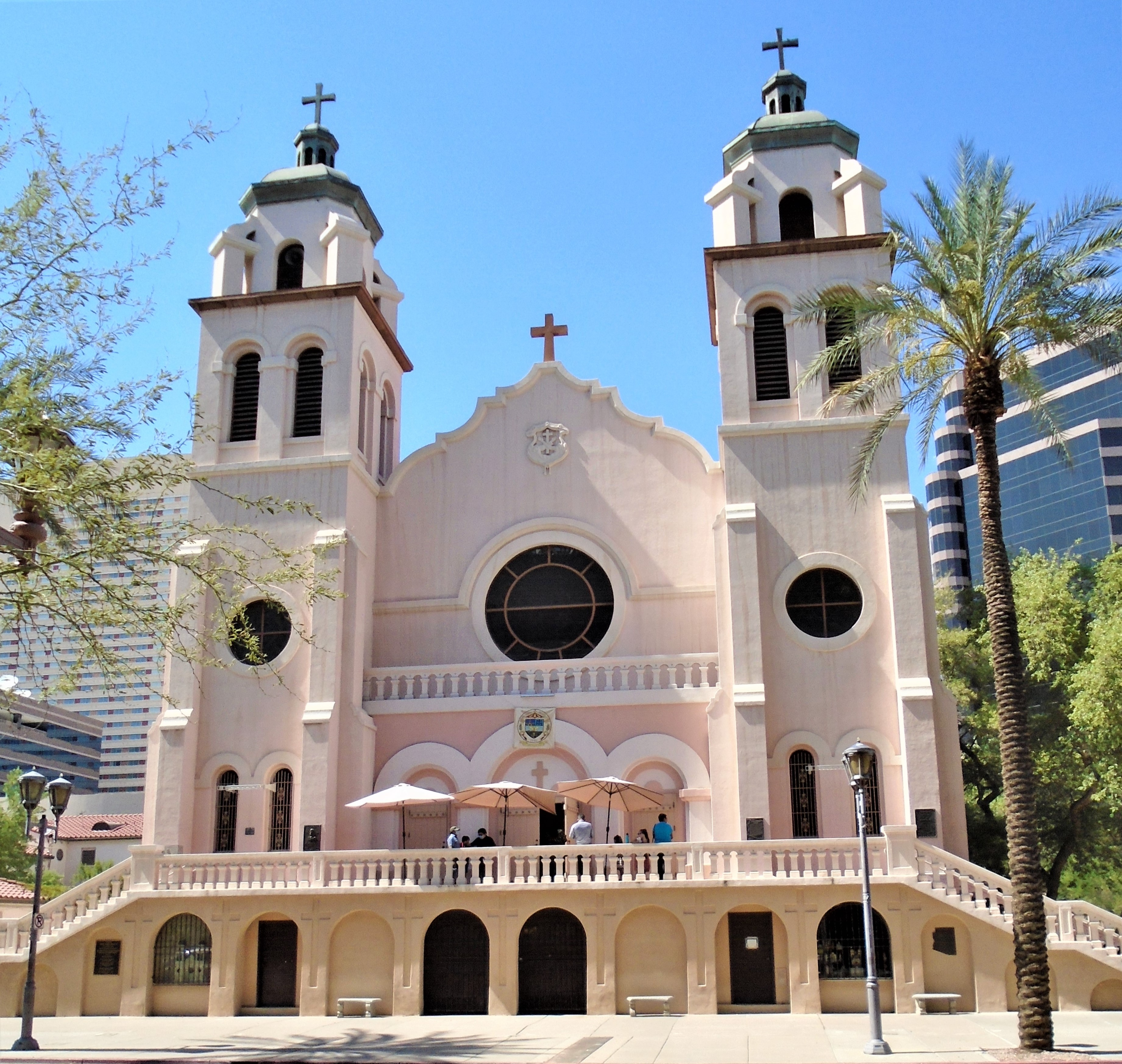
2021年攝

聖瑪利亞大教堂（英語：St. Mary's Basilica），官方名稱為聖母無原罪教堂（The Church of the Immaculate Conception of the Blessed Virgin Mary），是天主教鳳凰城教區位於美國亞利桑那州鳳凰城市中心的一座教堂，於1902至1914年間興建，為使命復興和西班牙殖民復興風格的建築物，並於1978年獲列入美國國家史蹟名錄。

## 外部連結
- St. Mary's Official Website （页面存档备份，存于）
- Order of Friars Minor Santa Barbara Province Official Website （页面存档备份，存于）
- Order of Friars Minor Official Website （页面存档备份，存于）
- The Franciscan Order （页面存档备份，存于）